# Pallacanestro alla XXX Universiade
Il torneo di pallacanestro della XXX Universiade si è svolto dal 3 al 11 luglio 2019. Hanno partecipato 16 squadre per il torneo maschile e 16 per il torneo femminile.

## Medagliere
| Posizione | Paese       |   |   |   | Totale |
| --------- | ----------- | - | - | - | ------ |
| 1         | Stati Uniti | 1 | 1 | 0 | 2      |
| 2         | Australia   | 1 | 0 | 1 | 2      |
| 3         | Ucraina     | 0 | 1 | 0 | 1      |
| 4         | Portogallo  | 0 | 0 | 1 | 1      |